# Lacul Ciad

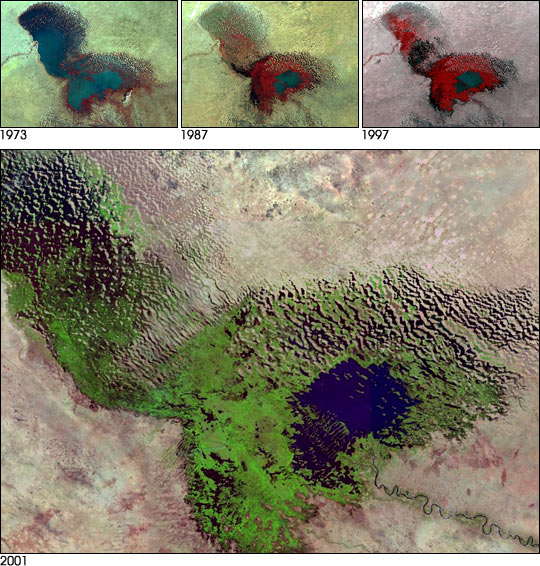
Evoluția lacului Ciad din 1973 la 2001 (NASA)

Lacul Ciad, un rezervor de apă dulce vast și presărat cu multe insule, este situat în inima Africii la altitudinea de 280 m deasupra nivelului mării, în locul unde se întâlnesc granițele statelor Ciad, Camerun, Nigeria și Niger. Suprafața sa variază în mod semnificativ în funcție de cantitatea de precipitații, dar media este de 1.500 km². Schimbările de climă survenite în ultimii ani au contribuit la scăderea nivelului apei în lac. Cel mai important râu care se varsă în lacul Ciad este Chari. Deși lacul este endoreic, acesta pierde totuși o mare parte din ape ca urmare a infiltrației și a evaporării sub fierbintele soare african. În nord-vest, adâncimea sa este numai de un metru, iar în sud, aceasta atinge 6 metri. Lângă țărmul estic al lacului se află numeroase insule locuite.

## Flora
În apele lacului Ciad cresc peste 1000 de specii de alge.
De lac se leagă și numele unui explorator român. Biologul Nicolae Botnariuc, conducătorul primei expediții științifice românești transafricane din anul 1970, a descoperit, în lacul Ciad, cunoscuta algă numită spirulină.

## Fauna
În apele lacului Ciad trăiește o faună bogată. Cocorii, stârcii și cormoranii își fac cuib pe malurile lacului și pe insule, unde mai pot fi întâlniți crocodili și hipopotami. În desișurile de stuf din partea de nord-vest, trăiesc elefanți (unicul loc unde aceste animale pot fi întâlnite în afara savanelor.  
1. ↑   https://wldb.ilec.or.jp/Lake/AFR-02 Lipsește sau este vid: |title= (ajutor)